# Tcherkessk
Tcherkessk (em russo:  Черке́сск) é uma cidade da Federação Russa, no Norte do Cáucaso, capital da República de Carachai-Circássia, assim como é o centro político, econômico e cultural dos russos que moram nesta república. População: 116 244 (censo russo de 2002), 113 060 (censo soviético de 1989).

## História
A cidade foi fundada em 1804 como Batalpashinskaia, em alusão a Batal-Paşa, um general turco de origem circassiana, o qual foi derrotado em uma batalha nesta região em 1790. Em 1931 lhe foi dada o estatuto de cidade e foi rebatizada como Batalpashinsk; depois Sulimov em 1934, e Ejovo-Tcherkessk em 1937, e finalmente Tcherkessk em 1939.

## Grupos étnicos
A cidade é habitada por circassianos, carachais, russos, abazas, nogais e minorias de gregos e armênios.
De acordo com dados de 1989, a população da cidade incluía:

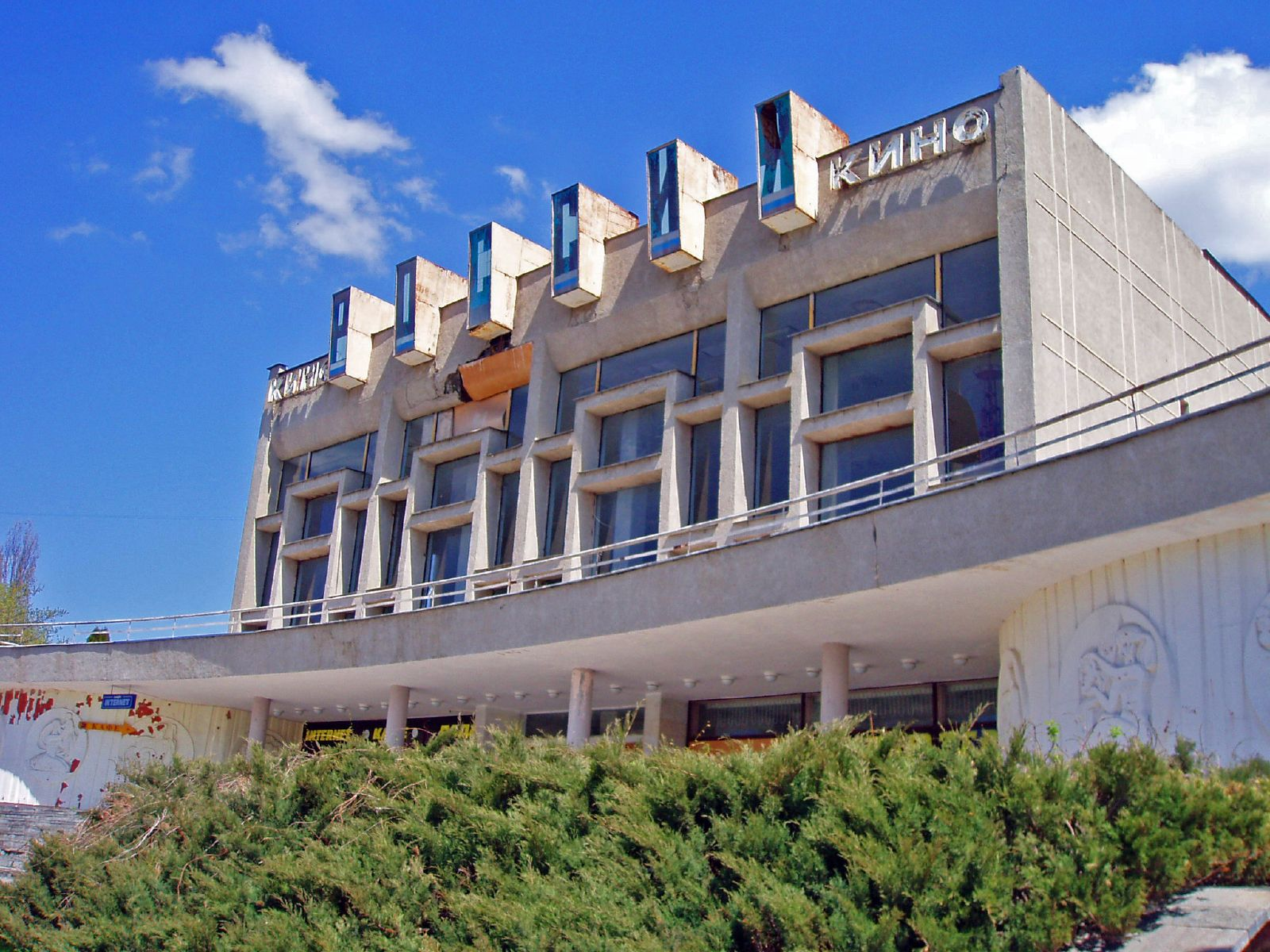
Cinema no centro de Cherkessk

- Circassianos (35,0%)
- Russos (33,0%)
- Carachais (20,7%)
- Abazas (11,5%)

## Coordenadas
44° 13′ N, 42° 03′ L.

## Esporte
A cidade de Tcherkessk é a sede do FC Nart Tcherkessk, que participa do Campeonato Russo de Futebol. 